# Пурпурный крест
Пурпурный крест (англ. Purple Cross Award ) — австралийский орден, которым награждают животных, проявивших отвагу и находчивость при спасении людей.
Орден был учреждён Королевским обществом защиты животных (RSPCA) в 1993 году. Первым награждённым стал 9-летний терьер Физо, спасший ценой своего здоровья четырёх подростков от коричневой змеи. Второго ордена 19 мая 1997 года был удостоен осёл Мерфи, который в годы Первой мировой войны под постоянным огнём помогал Дж. Симпсону Киркпатрику выносить раненых солдат с поля боя в районе Галлиполи. Он же стал и первым «военнообязанным» животным в Австралии, удостоенным награды. Вторым 5 апреля 2011 года стала австралийская собака-минёр Саби. На церемонии награждения присутствовал начальник сухопутных войск Австралии генерал-лейтенант Кен Гиллеспи.
Также награды в разное время были удостоены: терьер Пикимен, погибший вместе с 30 шахтерами в Эурика Стокаде в 1854 году; собака-поводырь Анзак, которая вывела слепого хозяина из горящего дома; терьерша Роки, вытащившая человека из огня; ротвейлер Так и стаффордширский терьер Мак, спасшие ребёнка, упавшего в водохранилище; пёс Бутс, доставивший записку в больницу и таким образом в октябре 1997 года спасший жизнь хозяину, у которого случился сердечный приступ.